# Samba (apnea)
Se denomina samba a la pérdida de control motor que suele preceder al síncope durante una apnea demasiado prolongada.

Se trata de momentos en los que el sujeto no sabe lo que hace, pero no se ha desmayado; se mueve, aunque de modo desordenado y convulso, tanto que en nuestra jerga se llama «samba».
Umberto Pelizzari (apneísta italiano)

## Descripción
Durante una apnea prolongada el cuerpo humano tiene unas reacciones determinadas ante el aumento de dióxido de carbono (hipercapnia) y la disminución de oxígeno (hipoxia) en sangre, como son las contracciones diafragmáticas, la reducción de circulación sanguínea periférica, la pérdida de fuerza en extremidades, picores en manos y pies o la visión borrosa. Si se prolonga una apnea, el cuerpo comienza a mostrar las reacciones citadas anteriormente, y si se prolonga demasiado desembocará en una pérdida de consciencia o síncope. En ocasiones, momentos antes de la aparición del síncope se produce una pérdida de control de los músculos, provocando espasmos y movimientos involuntarios similares a los de un calambre eléctrico. Esta situación recibe el nombre de "samba", por su similitud a los movimientos de un bailarín de samba.

## Peligros
La samba es muy común en los campeonatos de apnea por inmersión, cuando suele aparecer en los últimos metros de ascensión. No reviste peligro si un compañero extrae del agua al afectado, que suele recuperarse por sí mismo. Esta condición podría ser mortal si se produjera en solitario, ya que no permitiría al afectado alcanzar la superficie, desembocando en un síncope.